# Guerra russo-turca (1768-1774)
La guerra russo-turca de 1768-1774 va ser un conflicte decisiu que va establir el control rus de facto sobre el sud d'Ucraïna, fins llavors dominada per l'Imperi Otomà a través del seu estat titella, el Kanat de Crimea. La guerra va ser una conseqüència inesperada de la tensa relació que es vivia al Regne de Polònia, on diversos nobles es van revoltar contra el govern del rei Estanislau II de Polònia, antic amant i titella de l'emperadriu Caterina II de Rússia. Aquests nobles, reunits en l'anomenada Confederació de Bar, atacaven les tropes russes desplegades a Polònia en suport d'Estanislau II i després es retiraven a països veïns per protegir-se de les represàlies russes.

## Antecedents
El 1768 un grup de cosacs al servei de Rússia va perseguir una banda de confederats fins a la ciutat de Balta, en l'actual Ucraïna, que en aquell temps formava part del Kanat de Crimea, i van incendiar la ciutat. Els crimeans van acusar als cosacs de matar diversos dels seus conciutadans, cosa que Rússia va negar, i van demanar ajuda al seu senyor, el sultà otomà Mustafà III de Constantinoble. Basant-se en això, Mustafà III va declarar la guerra a Rússia el 25 de setembre de 1768. Per la seva banda, Rússia es va guanyar el suport del Regne de la Gran Bretanya i dels rebels grecs, la qual cosa li garantia un accés sense problemes al Mar Mediterrani així com alguns consellers navals.

## Desenvolupament
Tot i que l'Imperi Otomà va declarar la guerra primer, els turcs es van mostrar incapaços de portar la iniciativa durant tota la contesa, mostrant manca d'una estratègia real. Això va permetre al general Aleksandr Suvórov maniobrar sense problemes a Polònia, on va capturar Cracòvia el 1768 als revoltats i després va aixafar la revolta a la resta del país. Mentrestant, la flota russa del Bàltic va penetrar a la Mediterrània i va arribar el febrer de 1770 a Morea (sud de Grècia), on els russos tenien agents secrets des d'anys abans, i van estimular la Revolta d'Orlov contra els turcs que, tanmateix, no es va estendre a la resta del país. Amb tot i això, aquest fet va forçar als turcs a enviar reforços a Grècia en detriment d'Ucraïna, tasca que es va veure complicada amb la posterior derrota i destrucció de la flota otomana a la batalla de Çeşme, que va tenir lloc entre el 5 i el 7 de juliol d'aquell any davant l'illa egea de Quios.
El mateix dia que l'almirall Aleksei Grigórievitx Orlov derrotava l'esquadra turca a Çeşme, el Mariscal de Camp Piotr Rumiàntsev va penetrar en la Ucraïna otomana i va derrotar els turcs i els seus aliats tàrtars en dues batalles successives sobre el riu Larga (un afluent del Prut), després de les quals els russos van ocupar la majoria de les fortaleses existents a la regió. També van oferir als crimeans canviar de bàndol i aliar-se amb ells contra els turcs, cosa a la qual el kan Sahib II Giray es va negar. No obstant això, un atac sorpresa sobre la pròpia Península de Crimea el va obligar a recapacitar per la qual cosa va enviar el seu germà i successor, el príncep Şahin Giray, a Sant Petersburg perquè negociés una pau amb l'emperadriu Caterina II en persona. Crimea va abandonar llavors la guerra i amb això, el seu llarg vassallatge a l'Imperi Otomà.
el 1773 Suvórov va donar la campanya de Polònia per finalitzada i va marxar a Ucraïna per combatre les forces otomanes que encara quedaven allà. Va guanyar una batalla rere l'altra, la qual cosa va donar peu a la seva posterior fama de general invencible. L'Imperi Otomà va sol·licitar la pau el 1774.

## Conseqüències
El 21 de juliol de 1774 Rússia i Turquia van signar el Tractat de Küçük Kaynarca, que posava fi a la guerra. D'acord amb el tractat, l'Imperi Otomà reconeixia la independència d'un reduït Kanat de Crimea (cosa que el convertia de facto en un estat satèl·lit de Rússia). Rússia guanyava a més el dret a construir dos ports al mar Negre, cosa que fins llavors li havia estat vedada. Finalitzava així el monopoli otomà sobre el mar i s'obria la possibilitat d'un atac naval rus sobre la mateixa Constantinoble en el futur.
Pel Tractat d'Aynali Kavak entre Turquia i Rússia de 1779, els russos es van comprometre a evacuar Crimea i el sultà a canvi va concedir la investidura a Şahin Giray el novembre.
El final de la guerra va donar pas a la Qüestió d'Orient doncs es creia que la desfeta total de l'Imperi Otomà tindria lloc de manera imminent, i les potències europees es començaren a disputar els possibles beneficis militars, estratègics i comercials que sorgirien del nou ordre sociopolític a la part oriental d'Europa. L'Imperi Rus suposava que es beneficiaria àmpliament de la derrota otomana. D'altra banda, l'Imperi Austrohongarès i el Regne Unit creien que s'havia de preservar l'imperi per tal de mantenir els seus interessos a la regió i impedir que els russos aconseguissin accés a la mar Mediterrània.
Per la seva banda, el Kanat de Crimea va sobreviure a la guerra, però va quedar sumit en la ruïna i dividit entre faccions fortament enfrontades que donaven suport a Rússia o Turquia. Usant com a pretext la guerra civil que per aquesta causa dessagnava el país, els russos van ocupar Crimea el 1783 i van deposar l'últim kan, Şahin Giray, el mateix que anys enrere havia estat rebut per la mateixa Caterina II. Exiliat a l'Imperi Otomà a 1787, va ser acceptat favorablement pel sultà, però se l'envià desterrat a  Rodes, on el sultà Abdul Hamid I, que no li perdonava el seu paper en la negociació de la pau amb Rússia i el consegüent abandonament de Turquia a la guerra, n'ordenà la seva execució.
Turquia no va acceptar formalment l'annexió de Crimea a Rússia el 1783, per la qual cosa la visita de Caterina II a la península a 1787 va ser utilitzada com a pretext per a la nova guerra russo-turca que va esclatar aquell any.